# Saint-Martin-de-Lamps
Saint-Martin-de-Lamps è un comune francese di 165 abitanti situato nel dipartimento dell'Indre nella regione del Centro-Valle della Loira.

## Società

### Evoluzione demografica
Abitanti censiti